# 玉流館
玉流館（ぎょくりゅうかん、オンニュグァン、朝鮮語: 옥류관、英: Okryu-gwan / "Okryu Restaurant" ）は、朝鮮民主主義人民共和国（北朝鮮）平壌市中区域に所在し朝鮮料理協会が運営する朝鮮料理レストランである。平壌冷麺の店、外交の場として国際的に著名で、北朝鮮を代表する規模と格式を持つ店とされている。

## 概要
1960年8月創業。本店は中区域にあり、大同江に架かる玉流橋の傍らに位置する。名称は、大同江の玉流岩の上に位置していることに由来する。建物は朝鮮民族伝統建築の様式を取り入れた二階建てで、二階には特別室が設けられている。階段は平安南道・龍岡郡産の花崗岩で造られている。
同じ平壌市内にある清流館と共に北朝鮮の代表的料理店となっている。また、外国から訪れる観光客の定番のスポットでもあり、外国人観光客は特別室で食事を供される。また金剛山国際観光特別区には、玉流館の支店に位置づけられる店がある（→後述）。
平壌在住の朝鮮戦争退役軍人も、北朝鮮の祝日である7月27日の祖国解放戦争勝利記念日に玉流館にて無料で麺を受け取ることができる。
1999年5月3日には、玉流館が韓国企業と提携したされる「玉流館ソウル」が開店したが、北朝鮮側からライセンス契約の事実とないと主張する騒動が起きた。
2000年に当時の韓国大統領金大中が訪問した際にこの店で冷麺を食するなど、韓国やその他内外の要人が訪れる賓客接待用高級飲食店の性格も併せ持つ。金大中が南北融和のシンボルとして玉流館支店の「ソウル出店」を打診したりするなど、南北対話の場にしばしばその名が登場する。

## 近年の動向
2007年10月に訪朝した京畿道の李華泳副知事は北朝鮮側と支店の出店について話し合いを進めることで合意。京畿道の東豆川市が特に誘致に熱心で返還が決まっていた米軍基地跡などに支店が出店すれば、さらなる南北融和の象徴となるのではと話題になった。
2008年、改装された。2010年には国防委員長であった金正日の指示でチョウザメ料理とスッポン料理の販売を開始した。また特別な料理人が着任してからはピザやスパゲッティなど西洋料理も追加注文可能となった。
2018年4月の南北首脳会談では、平壌から料理人を板門店に呼び寄せ、同じく平壌から運ばれた製麺機を使い、晩餐会で提供された。また2018年9月の南北首脳会談の際には玉流館が昼食会の会場となり、平壌を訪れた文在寅が金正恩とともに冷麺を食し、直後にはソウルへの出店も取り沙汰された。しかし2020年6月に北朝鮮が韓国批判を行った際には玉流館の料理長までもが加わり、2018年9月に文在寅が来店したときのことを引き合いに「（文在寅が）平壌に来て料理に食らいついたときは、何が起こったのかと思うほど怪しげであったが、帰国してから今まで全く何もしていない」と批判を行ったと北朝鮮の対外宣伝機関が報じた。

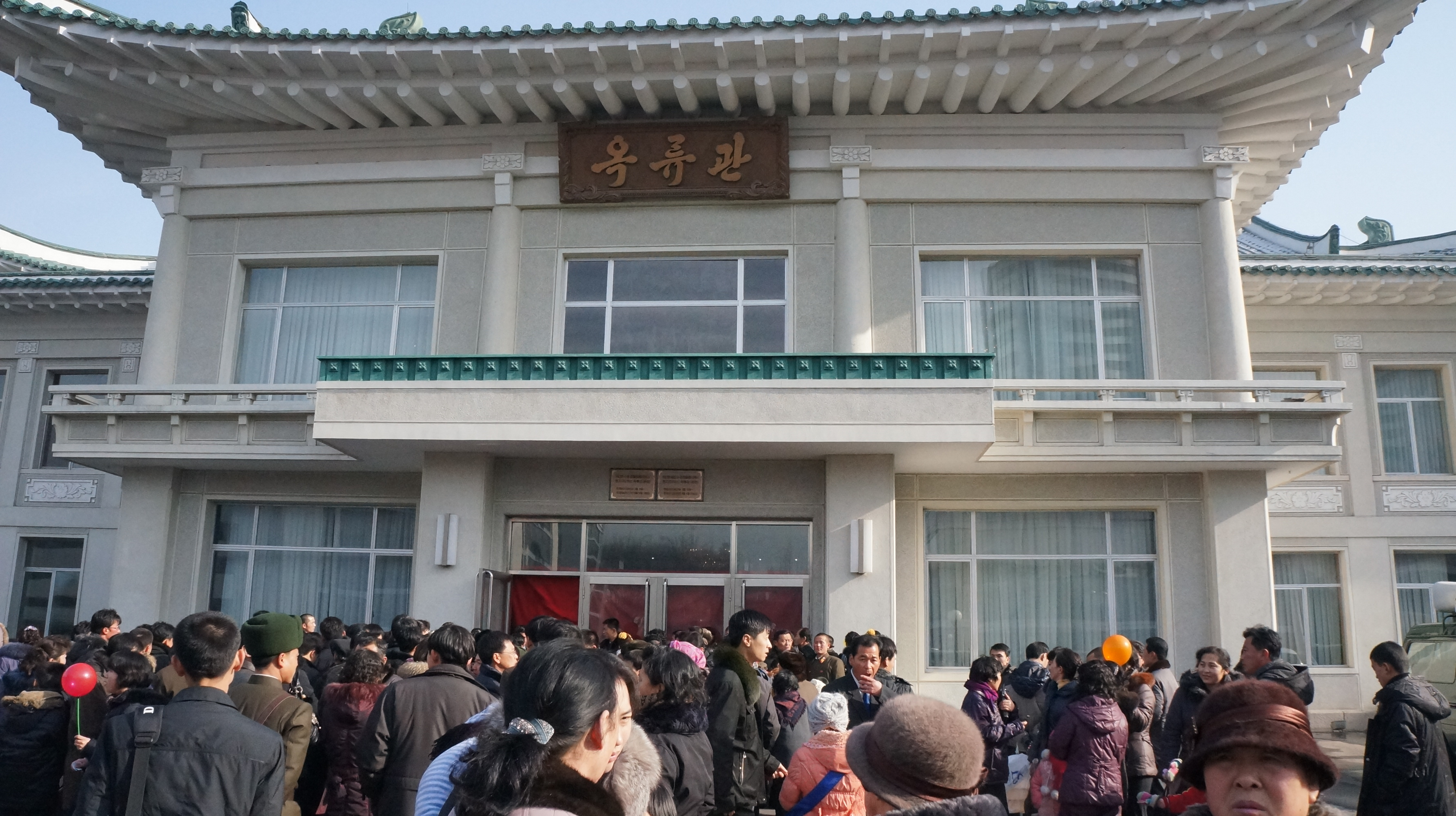
正面
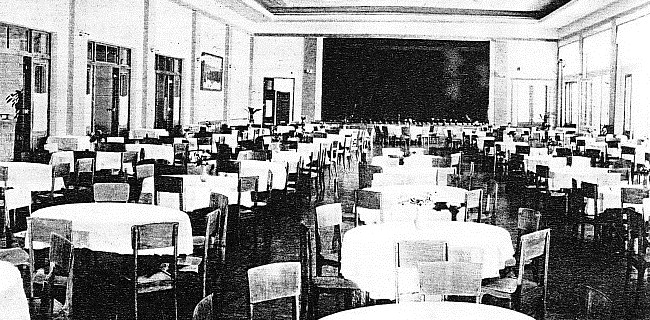
1960年頃の玉流館内部
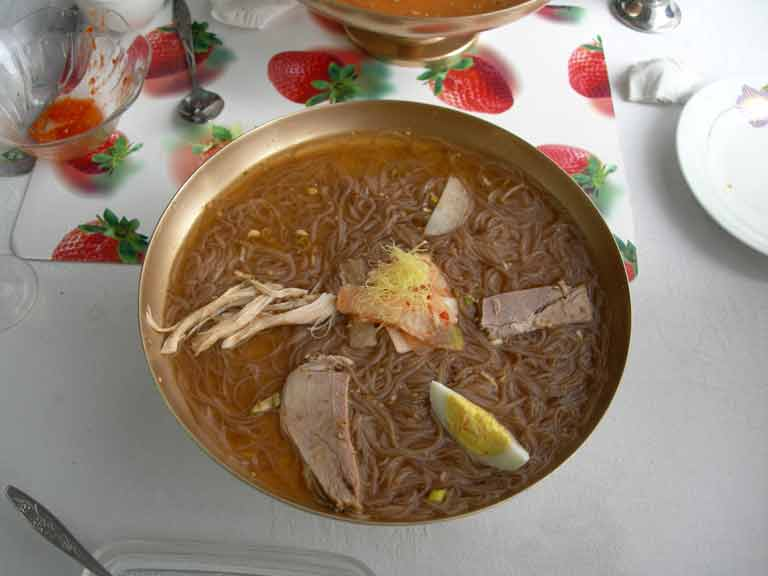
当店の平壌冷麺

## 利用経験のある著名人
- 朝・日協議関連
  - 村山富市[15] - 第81代日本内閣総理大臣。村山訪朝団（1999年）として当店で答礼宴を主催。この訪朝団には国会議員16人が参加している。
  - 野中広務[15] - 第63代日本内閣官房長官。上記訪朝団員。
  - 金容淳[15] - 朝鮮労働党中央委員会国際担当書記（当時）。上記答礼宴に招待される。
- 北・南関連
  - 金大中[16][17][18][19] - 第15代韓国大統領。第1回南北首脳会談。
  - 盧武鉉[20] - 第16代韓国大統領。第2回南北首脳会談。
  - 文在寅 - 第19代韓国大統領。第3回南北首脳会談（板門店において）、第5回南北首脳会談。
  - 李在鎔 - サムスングループ副会長。第5回南北首脳会談特別随行員として。
  - ペク・ジヨン - 歌手。2018年南側芸術団。
- プロレス関連
  - アントニオ猪木[21] - 日本の政治家・プロレスラー。インターナショナル・プロレスリング・フェスティバルin平壌で訪問中（2014年8月28日）朝日友好親善協会と国際武道競技委員会主催の歓迎宴に招待される。
  - 張雄[21] - IOC委員。上記歓迎宴主催者側。
- その他
  - デヴィ・スカルノ[22] - インドネシア初代大統領・スカルノ第3夫人。

## 金剛山玉流館
金剛山玉流館（こんごうさんぎょくりゅうかん、クムガンサン オンニュグァン、朝鮮語: 금강산옥류관、英語: Keumgangsan Okryu Restaurant）は、北朝鮮江原道高城郡（金剛山国際観光特別区）にある玉流館の支店である。

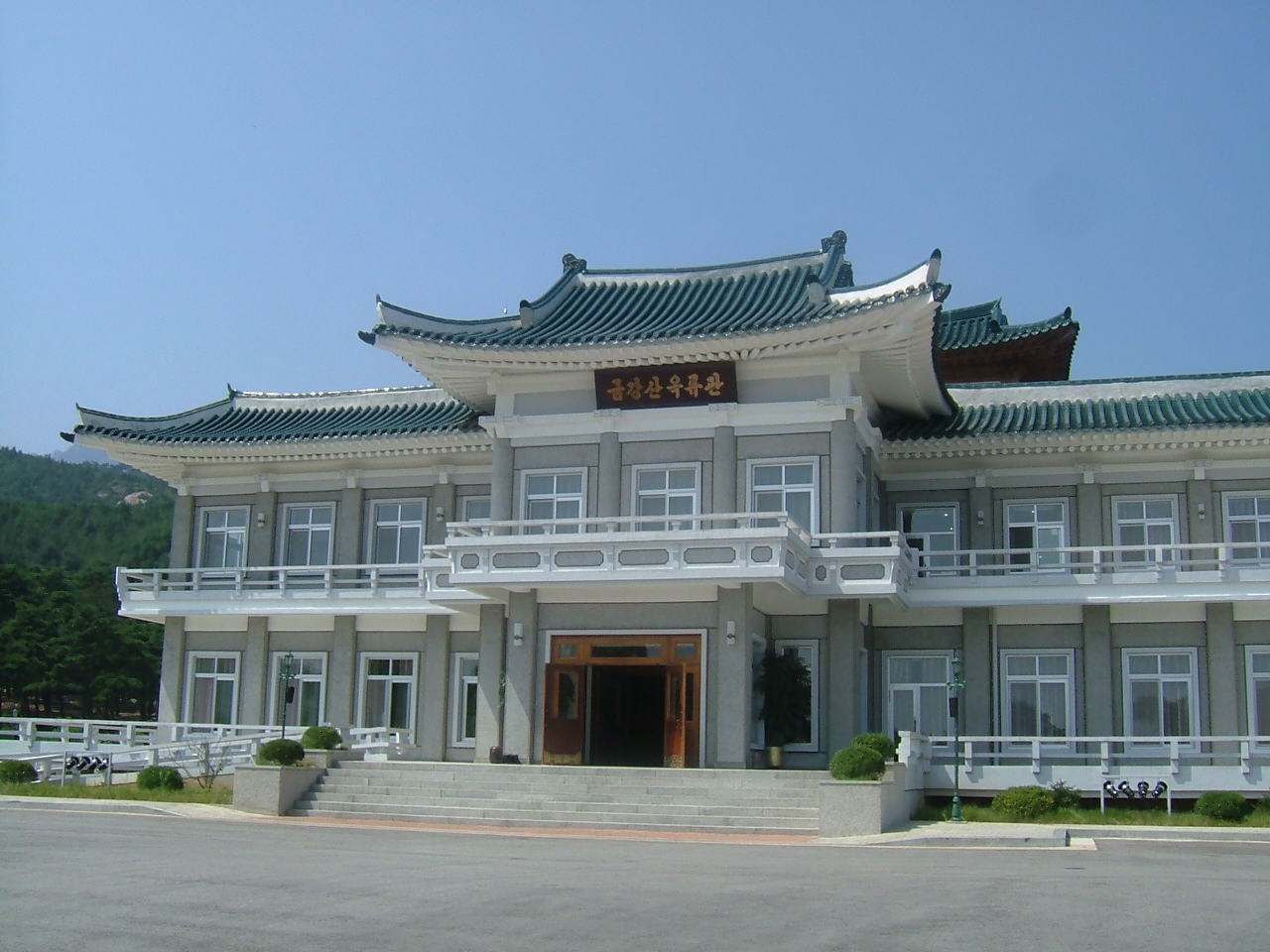
金剛山玉流館

そのほかにもドバイ（アラブ首長国連邦）にも支店がある。

## 周辺
- 平壌児童百貨店
- 万寿台
- 平壌地下鉄千里馬線 - 牡丹峰駅